# Beatrix Potter
Helen Beatrix Potter, angleška pisateljica, ilustratorka, naravna znanstvenica in okoljevarstvenica, * 28. julij 1866, London, Združeno kraljestvo, † 22. december 1943, Near and Far Sawrey, Združeno kraljestvo.
Beatrix Potter je znana predvsem po svojih otroških knjigah, v katerih nastopajo živali. Zaslovela je s svojo prvo knjigo Zbrane prigode Petra Zajca ki je prevedena v več kot 36 jezikov.

## Življenje
Rodila se je v privilegirano družino, kjer je bila vzgojena s strani takratne oblasti - vlade, odraščala pa je izolirana od ostalih otrok. Imela je številne živali, počitnice pa je preživljala na Škotskem, Lake District, kjer je razvijala ljubezen do pokrajine, rastlinstva in živalstva, ki jih je natančno opazovala, nato pa naslikala.
Kljub temu, da je Potter predstavljala tipično žensko takratnega obdobja z malo možnostmi za višjo izobrazbo, jo je njen študij na področju gliv dvignil med široko spoštovane na področju mikologije. V svojih tridesetih je Potter objavila, kasneje zelo uspešno knjigo,  Zbrane prigode Petra Zajca. Potter se je po uspehu začela profesionalno ukvarjati s pisanjem in ilustriranjem otroških knjig.
Potter je napisala okrog 30 knjig, med njimi tudi najbolj znano knjigo 24 children's tales. S pisanjem knjig in tetino zapuščino je leta 1905 kupila Hill Top Farm v bližnjem Sawreyu, vasici v Lake Districtu, ki je v takratnem času spadal pod Lancashire. Skozi naslednja desetletja je v svojo arhitekturno zbirko dodala številne kmetije, ker je želela ohraniti unikatno pokrajino.
Leta 1913, pri 47 letih, se je poročila z Williamom Heelisom, spoštovanim lokalnim odvetnikom iz Hawksheada. Potter je bila tudi zmagovalna gojiteljica t. i. ˝Herdwickove ovce˝ in obetavna kmetovalka, ki se je zavzemala za ohranitev zemlje in pokrajine.
Nadaljevala je s pisanjem in ilustriranjem, za britanskega založnika pa je izumila spin-off trgovsko blago, ki temelji na njenih otroških knjigah. S svojim delom je nadaljevala vse do takrat, ko ji je občutno poslabšanje vida onemogočalo delo na kmetiji ter pisanje.
Umrla je 22. decembra 1943 v svojem domu v Near Sawreyu, pri starosti 77 let. Razlog za njeno smrt je bila pljučnica in srčna bolezen. 
Vso svojo zemljo je pokojna Potter zapustila National Trustu. Potter je zaslužna za ohranitev zemlje, ki danes sestavlja Lake District National Park. Dela Beatrix Potter se še vedno prodajajo po svetu, v številnih jezikih sveta, z zgodbami, ki so prikazane skozi pesmi, filme, baletne predstave in animacije. Njeno življenje je prav tako predstavljeno v filmu z naslovom Miss Potter.

## Delo
Pisateljica je svoje prvo delo objavila v lastni režiji, l. 1901, in sicer Zbrane prigode Petra Zajca, saj so ji založniki delo večkrat zavrnili. Šele leto pozneje, 1902, se je dogovorila z Frederic Werne & Co, da so ji s popravki besedila in tudi ilustracij, ki jih je sama ilustrirala, natisnili in izdali 5000 izvodov. Po uradnem izidu knjige je prodaja strmo narasla in presegla mejnike. Danes je literarno delo prevedeno v 36 jezikov po svetu in velja za eno najbolj prodajanih otroških knjig vseh časov.
Beatrix Potter je črpala navdih za svoje literarne like na svojem domačem posestvu, kjer je bila vse življenje obkrožena z živalmi.
Po uspehu prve knjige je Potter nadaljevala s pisanjem knjig, v katerih so nastopale številne živali - veverice, miši, mačke, race, prašiči itd.
Veliko njenih knjig so adaptirali v animirane filme, risanke, igre, videoigre ter igrače, nastalo je tudi nekaj filmov.
V njenem opusu najdemo 24 povesti in 10 drugih knjig za otroke.

### Slovenski prevodi
Zbrane prigode Petra Zajca (1902)
Povest o veveričku Orehku (1903)
Gloucesterski krojač (1903)
Povest o Benjaminu Zajku (1904)
Povest o dveh porednih miših (1904)
Povest o gospe Zimzelen-Bodičnik (1905)
Povest o gospodu Jerneju Ribiču (1906)
Povest o Tomažu Mucu (1907)
Povest o Klapičinih zajčkih (1909)
Povest o pujsku Dobrovoljčku (1930)